# Komorowski III
Komorowski Hrabia – polski herb szlachecki, hrabiowska odmiana herbu Ciołek.

## Opis herbu
Opis z wykorzystaniem klasycznych zasad blazonowania:
W polu srebrnym ciołek czerwony na murawie zielonej. Nad tarczą korona hrabiowska, dziewięciopałkowa, a nad nią hełm w koronie, z którego klejnot: pół ciołka wspiętego w prawo. Labry czerwone podbite srebrem. Tarcza pomiędzy dwiema armatami srebrnymi na lawetach brązowych.

## Najwcześniejsze wzmianki
Nadany 25 lipca 1817 w Galicji z predykatem hoch- und wohlgeboren (wysoko urodzony i wielmożny) Erazmowi Komorowskiemu. Tytuł został nadany na podstawie posiadania dóbr ziemskich. Syn Erazma, Ignacy, został wylegitymowany jako hrabia 30 października 1823 i zapisano go do Metryki Szlacheckiej.

## Herbowni
Jedna rodzina herbownych:
graf Ciołek von Komorowski.